# …And Don't the Kids Just Love It
…And Don't the Kids Just Love It är Television Personalities debutalbum, inspelat 1980 och släppt 1981.

## Låtlista
Sida 1
1. "This Angry Silence" (2:39)
2. "The Glittering Prizes" (3:01)
3. "World of Pauline Lewis" (2:38)
4. "A Family Affair" (2:36)
5. "Silly Girl" (2:49)
6. "Diary of a Young Man" (3:59)
7. "Geoffrey Ingram" (2:15)

Sida 2
1. "I Know Where Syd Barrett Lives" (2:34)
2. "Jackanory Stories" (3:04)
3. "Parties in Chelsea" (1:41)
4. "La Grande Illusion" (3:33)
5. "A Picture of Dorian Gray" (2:13)
6. "The Crying Room" (1:59)
7. "Look Back in Anger" (2:40)